# Ahmad al-Inglizi
Aḥmad al-Injlīzī (in arabo أحمد الإنجليزي‎?) ovvero "Aḥmad l'inglese", detto anche Aḥmad al-ʿIlj (in arabo أحمدالعلج‎?, ossia "Aḥmad l'infedele") (fl. XVIII secolo) è stato un rinnegato inglese convertito all'islam. Fu un architetto che lavorò per conto del sultano alawita del Marocco Muḥammad III nella seconda metà del XVIII secolo.

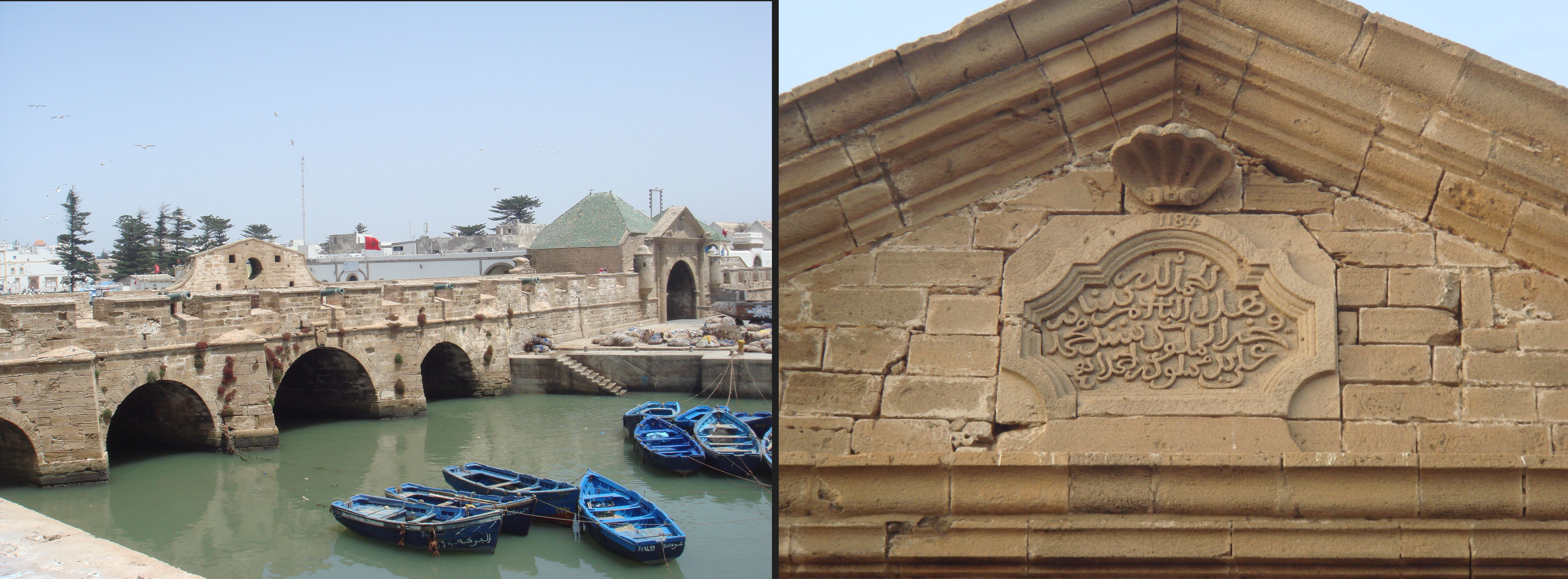
L'entrata del porto di Essaouira fu progettata da Aḥmad al-Injlīzī e venne completata nel 1770. La scritta recita:

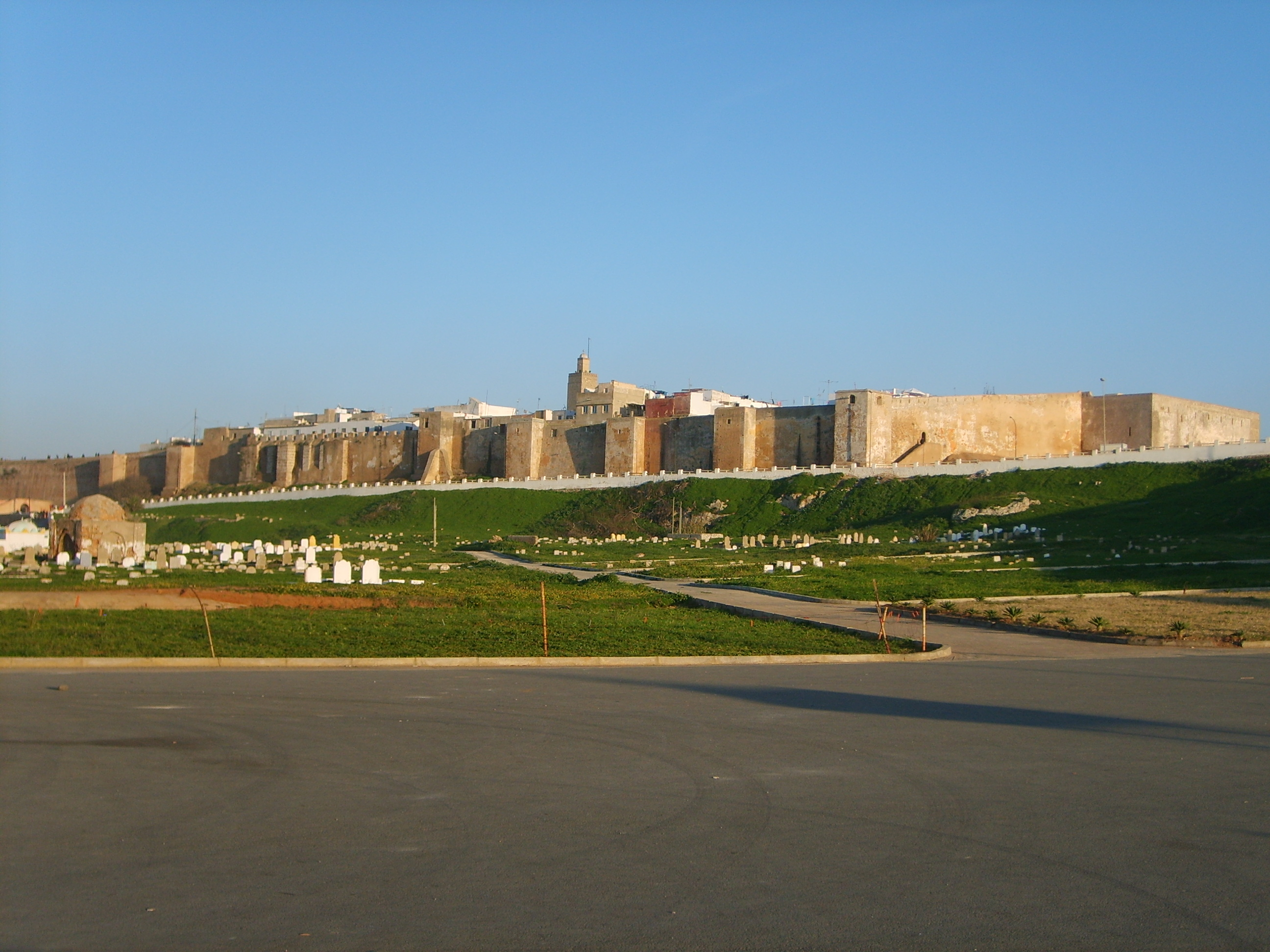
Le mura di Rabat e la moschea della Kasba degli Oudaïa furono restaurate da Aḥmad al-Injlīzī

Dopo la sua conversione all'islam, inizialmente si unì ai corsari barbareschi di Salé.
Quando il sultano Muḥammad III salì al trono vide che la città portuale di Salé era caduta in declino a seguito del terremoto di Lisbona del 1755. Al contempo volle punire la città di Agadir togliendole i privilegi commerciali, visto che la regione di Sous era spesso incline alla ribellione contro il potere centrale. Decise quindi di edificare una nuova città portuale e farla diventare il centro principale del commercio con l'estero: Essaouira. Per edificare la nuova città il sultano scelse le rovine dell'antico possedimento portoghese di Mogador. Aḥmad al-Injlīzī è noto per aver fortificato la città di Essaouira (in particolare l'entrata del porto), anticipando l'architetto francese Théodore Cornut che progettò per conto del sultano gran parte della città, la Kasbah e i quartieri reali.
A Rabat, Aḥmad restaurò le mura della città e la vecchia moschea del complesso fortificato, detto Kasba degli Oudaïa, risalente al XII secolo. A Rabāṭ inoltre rafforzò le fortificazioni con la costruzione di nuove strutture, come il Burj Sirat su cui sorge il Faro di Rabat, la fortezza detta Sqala e il Burj al-Dār (Torre della struttura), tutte strutture atte ad assicurare la difesa della costa.